# John W. Crisfield

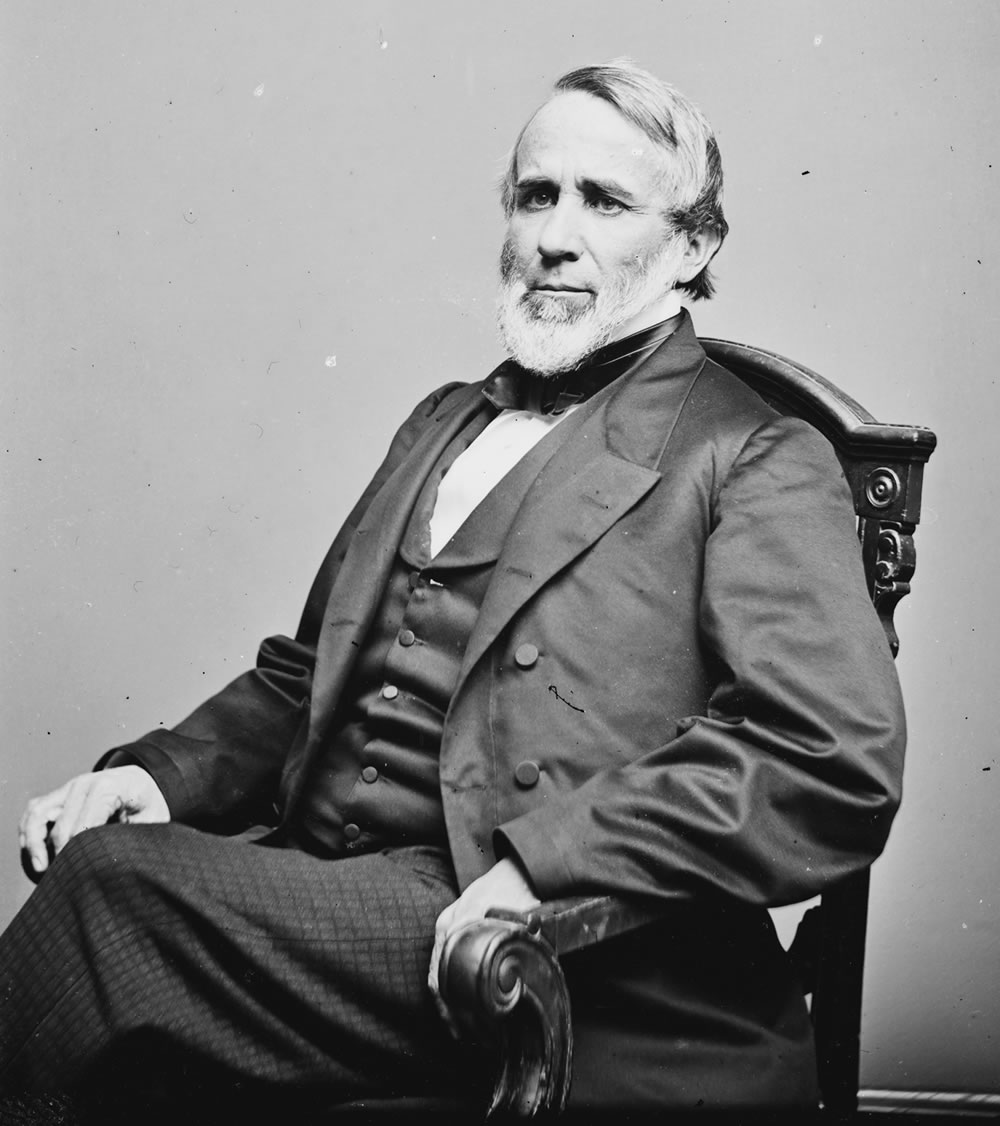
John W. Crisfield, um 1860

John Woodland Crisfield (* 8. November 1806 in Chestertown, Kent County, Maryland; † 12. Januar 1897 in Princess Anne, Maryland) war ein US-amerikanischer Politiker. Zwischen 1847 und 1849 sowie nochmals von 1861 bis 1863 vertrat er den Bundesstaat Maryland im US-Repräsentantenhaus.

## Werdegang
John Crisfield besuchte die öffentlichen Schulen seiner Heimat sowie das Washington College. Nach einem anschließenden Jurastudium und seiner 1830 erfolgten Zulassung als Rechtsanwalt begann er in Princess Anne in diesem Beruf zu arbeiten. Gleichzeitig schlug er als Mitglied der Whig Party eine politische Laufbahn ein. Im Jahr 1836 saß er im Abgeordnetenhaus von Maryland. Bei den Kongresswahlen des Jahres 1846 wurde er im sechsten Wahlbezirk von Maryland in das US-Repräsentantenhaus in Washington, D.C. gewählt, wo er am 4. März 1847 die Nachfolge von Edward Henry Carroll Long antrat. Bis zum 3. März 1849 konnte er eine Legislaturperiode im Kongress absolvieren, die von den Ereignissen des Mexikanisch-Amerikanischen Krieges geprägt war.
Im Jahr 1850 war Crisfield Delegierter auf einer Versammlung zur Überarbeitung der Verfassung von Maryland. Im Frühjahr 1861 war er Teilnehmer einer Konferenz in Washington, auf der erfolglos versucht wurde, den Ausbruch des Bürgerkrieges zu verhindern. Bei den Wahlen des Jahres 1860 wurde Crisfield als Unionist im ersten Distrikt von Maryland erneut in den Kongress gewählt, wo er als Nachfolger von James Augustus Stewart bis zum 3. März 1863 eine weitere Legislaturperiode absolvieren konnte. Crisfield war ein Gegner der von Präsident Abraham Lincoln geplanten Sklavenbefreiung. Im Jahr 1862 unterlag er dem Republikaner John Creswell.
Nach dem Ende seiner Zeit im US-Repräsentantenhaus praktizierte Crisfield wieder als Anwalt. Im August 1866 war er Delegierter zur National Union Convention in Philadelphia. Danach stieg er in das Eisenbahngeschäft ein. Er wurde Präsident der Eastern Shore Railroad, an deren Aufbau er beteiligt war.  Die Stadt Crisfield in Maryland erhielt wegen seiner Verdienste um den Ort seinen Namen. John Crisfield starb am 12. Januar 1897 in Princess Anne, wo er auch beigesetzt wurde.